# Бакур Ибер
Бакур Ибер (груз. ბაკურ იბერი) был грузинским полководцем и членом царской семьи Иберии, упомянутой несколькими греко-римскими авторами IV и V веков.
Принято, но не повсеместно, что все это относится к одному и тому же человеку, иберийскому «царю» или «принцу», вступившему в ряды римских военных. Мнения ученых разделились, можно ли отождествить Бакурия с одним из царей по имени Бакур (грузинский язык: ბაკური), засвидетельствованным в средневековых грузинских анналах, который мог укрыться на территориях, полученных Восточной Римской империей во время римско-персидских войн, которые велись над Кавказом.